# Roberto Pompei
Carlos Roberto Pompei (Buenos Aires, 14 marzo 1970) è un allenatore di calcio ed ex calciatore argentino.

## Carriera

### Giocatore
Cresciuto nelle giovanili del Velez Sarsfield, debutta il 17 marzo 1991 contro l'Estudiantes.
A fine stagione viene venduto al Talleres, dove gioca con Javier Zanetti. Nel 1993 torna al Velez Sarsfield dove, con Carlos Bianchi allenatore, vince la Coppa Libertadores e la Coppa Intercontinentale contro il Milan di Capello. In due anni disputa 56 partite Primera División segnando 6 gol, e 11 partite in competizioni nazionali siglando un gol.
Nel 1995 firma per il Racing Avellaneda. Lì incontra Claudio López, Rubén Capria e Marcelo Delgado. Grazie ai suoi 3 gol in 35 partite portail Racing al secondo posto nel Apertura 1995 e all'ottavo posto nel Clausura 1996. In estate passa al Boca Juniors, dove trova El Pibe de Oro Diego Armando Maradona, all'ultimo anno della sua carriera. Al Boca colleziona 30 presenze e 3 gol.
Nel 1997 si trasferisce in Spagna al Real Oviedo. In 3 anni disputa 98 incontri di campionato segnando 16 gol.
Nel 2000 ritorna in Argentina per giocare nell'Estudiantes. In 3 anni colleziona 98 incontri e 8 gol. Termina la sua carriera giocando con Chacarita Juniors (2003-2004), Arsenal de Sarandí (2004), Huracán (2005) e Centenario (2007).

### Allenatore
Appena terminato di giocare, inizia ad allenare le giovanili del Boca Juniors.
Lì nel 2010 è diventato vice di Abel Alves, a cui subentra il 9 aprile come allenatore ad interim del Boca.
Infatti dopo le ultime sei giornate di campionato al suo posto viene ingaggiato il neo-campione nazionale Claudio Borghi.
Dopo le dimissioni di quest'ultimo viene riassunto dalla squadra xeneize.
Per il 2011 gli subentra Julio César Falcioni, proveniente dal Banfield.
Il 24 febbraio 2011 diventa allenatore dell'Huracan, al posto del dimissionario Miguel Ángel Brindisi. Dopo poco tempo lascia il posto a Diego Cocca.

## Palmarès

### Giocatore

#### Club

##### Competizioni internazionali
- Coppa Libertadores: 1

Vélez Sársfield: 1994
- Coppa Intercontinentale: 1

Vélez Sársfield: 1994